# Toon de Ruiter
Antoon Frans (Toon) de Ruiter (Ende, 12 juni 1935 – Doetinchem, 23 november 2001) was een Nederlands roeier. Hij vertegenwoordigde Nederland eenmaal op de Olympische Spelen, maar won hierbij geen medaille.
Op de Olympische Spelen van 1960 in Rome maakte hij op 25-jarige leeftijd onderdeel uit van de vier met stuurman. De roeiwedstrijden vonden plaats op het meer van Albano. Het Nederlandse team drong via de series (6.50,48) en de herkansing (6.41,43) door tot de halve finale. Daar werden ze met een tijd van 7.12,02 uitgeschakeld.
De Ruiter was lid van de Leidse studentenroeivereniging Njord. In 1960 won hij voor Njord het hoofdnummer de gestuurde vier op de Varsity (tezamen met Henk Wamsteker, Frank Moerman,  Ype Stelma met stuurman Jaap van der Linden en coach Albert Vervloet) Op de finish werd de wedstrijd door de kamprechter als een dead heat bezegeld met W.S.R.V Argo.Hij was medisch student, werd later arts en chirurg.

## Palmares

### roeien (vier met stuurman)
- 1960: ½ fin. OS - 7.12,02

Toon de Ruiter · 
Frank Moerman · 
Ype Stelma · 
Henk Wamsteker · 
Marius Klumperbeek (stuurman)